# 748 Сімеїза
748 Сімеї́за (748 Simeïsa) — астероїд головного поясу, відкритий 14 березня 1913 року. Належить до групи Гільди.